# Sergentomyia dissimillima
Sergentomyia dissimillima är en tvåvingeart som först beskrevs av Emile Abonnenc 1972.  Sergentomyia dissimillima ingår i släktet Sergentomyia och familjen fjärilsmyggor.
Artens utbredningsområde är Elfenbenskusten. Inga underarter finns listade i Catalogue of Life.